# 日本独立リーグ野球機構
一般社団法人日本独立リーグ野球機構（にほんどくりつリーグやきゅうきこう、英: The Japan Association of Independent Professional Baseball League、略称: IPBL Japan）は、2014年9月1日に設立された、日本のプロ野球独立リーグの合同組織である。設立登記地および発足時点での事務局は東京都千代田区に置かれていた。2020年2月時点でも同じであったが、同年3月の時点で練馬区富士見台（ベースボール・チャレンジ・リーグ事務局内）に移った。

## 概要
四国アイランドリーグplusとベースボール・チャレンジ・リーグ（ルートインBCリーグ）の2リーグによる合同組織として設立された。それ以前には、この2リーグによる連絡組織「独立リーグ連絡協議会」が任意団体として2010年から存在していたが、法人格を持たないことから、社会人野球や学生野球といったアマチュア野球団体に対して責任ある交渉団体が求められていた。このため、約1年の準備期間を経て、一般社団法人として設立された。この背景として、日本学生野球憲章改正に伴う元プロのアマチュア資格取得緩和の協議に、独立リーグが関われなかったことが契機になったという指摘がなされている。その後発足した九州アジアリーグが2021年に、北海道フロンティアリーグが2022年に、日本海リーグが2023年に、また2014年に発足した関西独立リーグが2025年に、それぞれ加盟した。
機構はアマチュア野球団体との交流に加え、海外の野球組織間を結ぶ機能を持つことも目指している。
2021年3月1日には、加盟各リーグ（および琉球）が公式戦で使用する統一球を制定・採用したことを発表した。統一球については、2024年のシーズン終了後に改めて新しいボールの公募を実施している。
また、加盟リーグの優勝チームによるグランドチャンピオンシップの主催団体である。

## 加盟リーグ
加盟リーグに所属する各球団は賛助会員という扱いで機構に参加している。
| リーグ名                                               | 機構加盟年 | 球団数 |
| ------------------------------------------------------ | ---------- | ------ |
| 四国アイランドリーグplus                               | 2014年     | 4      |
| ベースボール・チャレンジ・リーグ（ルートインBCリーグ） | 2014年     | 8      |
| 九州アジアリーグ                                       | 2021年     | 4      |
| 北海道フロンティアリーグ                               | 2022年     | 4      |
| 日本海リーグ                                           | 2023年     | 2      |
| 関西独立リーグ（さわかみ関西独立リーグ）               | 2025年     | 5      |

## 発足後の加盟等
2020年3月6日、2リーグのいずれにも属していないプロ野球チーム・琉球ブルーオーシャンズが賛助会員（他の所属リーグ各球団と同じ扱い）として加盟した。
熊本ゴールデンラークスなどを母体として2021年に開幕した九州アジアリーグは、当機構に加盟申請する予定と2020年9月に関係者により発表され、2021年2月25日に加盟が正式に発表された（発表時点ではリーグ名は「九州アジアプロ野球リーグ」とされていたが、その後「九州アジアリーグ」に変更された）。2020年11月4日のリーグ運営組織設立会見ではグランドチャンピオンシップにも参加する計画であることも表明した。
2021年10月に北海道ベースボールリーグから一部球団が脱退して結成された北海道フロンティアリーグは、結成を表明した際に、新リーグは機構への加入を目指すと明記した。2022年1月27日にリーグTwitterにて申請書類を提出したことが発表され、2月28日、IPBLから新規加盟が発表された。
また、同じ2022年2月28日付で賛助会員の琉球ブルーオーシャンズの除名が発表された。除名の理由については記載されていない。これについて琉球側は翌3月1日に、対象行為の特定や根拠規定の明示がなかったこと、処分の通知が球団に対して直接なされなかったことを挙げて除名決定を不当とし、「速やかに処分の無効を確認する法的措置を講じる予定」と球団ウェブサイトで表明した。しかし、2022年限りで活動を休止している。
2022年8月26日に、同年のグランドチャンピオンシップを加盟4リーグの優勝チームにより実施することが発表された。
2023年2月24日、前年終了後に日本海オセアンリーグを離脱した球団によって結成された日本海リーグの加盟を承認したと発表した。
2023年11月に、2024年シーズンからのNPBファーム加入が決まったBCリーグの新潟アルビレックス・ベースボール・クラブは、2023年シーズンをもって賛助会員の資格を終了した。
当機構発足と同年にリーグ戦をスタートした関西独立リーグ（さわかみ関西独立リーグ、旧・BASEBALL FIRST LEAGUE）は、2020年以降加盟に向けた動きが断続的に報じられた。2020年9月に広尾晃が、代表者が同年2月にIPBLの会議に出席して加入の意向を伝えた（まずは準加盟を目指す）こと、IPBL会長の馬郡健も「独立リーグの仲間が増えることは非常に頼もしく、うれしいことです」と基本的には歓迎する姿勢を示し「新しく加盟を目指すリーグには運営体制や運営ルール、また契約ルールなど条件を確認させていただくこと、また機構の理念などに共感いただき、新しい独立リーグの形を一緒につくっていくことを確認させていただきたい」と述べていることを報じた。2022年の申請時には加盟を容認する意見も出たとされるが、同年の加盟は見送られた。同年2月28日に機構が開催した運営責任者の合同会議（オンライン）には、日本海オセアンリーグとともに、加盟各リーグに加わる形で参加したと報じられた。2023年9月発行の雑誌インタビューでリーグ代表の仲木威雄は、2023年に至るまで申請を提出しながら加盟承認に至っていないことを認め、機構側が示した加盟への課題対応を意識しながらシーズンを過ごしていると述べるとともに、選手の雇用形式について「（引用者注：次回の）加盟申請までに（中略）まとめて、提示をする予定」と話し、2024年の加盟を目指す意向を示した。IPBL側は2024年度の加盟申請は「2月下旬以降承認」としていたが、2024年シーズンに加盟の発表はなかった。それに先立つ2月21日の日刊スポーツ記事には、リーグが加盟を「模索している」と報じられた。これらの過程を経て、2025年3月11日に、6番目のリーグとして加盟が認められた。

## 非加盟リーグ
日本にある独立リーグのうち、北海道ベースボールリーグ（2020年創設）は加盟していない。発足翌年の2021年4月に加盟に向けて調整中と報じられた。しかし前記の通り、早期加盟を目指した球団は同年シーズン終了後にリーグを脱退して北海道フロンティアリーグを結成している。その後リーグに加盟した旭川ビースターズは2024年オフに就任した代表者がIPBL加盟を目指すことを表明し、2025年1月に球団公式noteで「北海道フロンティアリーグ (HFL)への加盟を目指す」とした。
2021年9月にルートインBCリーグからの離脱球団で結成が表明された日本海オセアンリーグは、当時ルートインBCリーグ代表の村山哲二が加入予定と取材に対して述べ、リーグCEOの黒田翔一は2022年1月26日に自身のTwitterアカウントで加盟に必要な書類の提出が完了したとツイートした（その後該当ツイートは削除）。しかし、2022年2月28日時点で加盟申請の結果が発表されず、2022年シーズンは非加盟となった。前記の通り、2022年2月28日に機構が開催した運営責任者の合同会議（オンライン）には、加盟各リーグおよび関西独立リーグとともに参加したと報じられた。
日本海オセアンリーグは2022年シーズン終了後に構成球団と活動地域を全面的に変更したベイサイドリーグとなった。同時にリーグを離脱した2球団が結成した日本海リーグは前記の通りその後加盟を承認されている。ベイサイドリーグも2023年のシーズン前に加盟申請を提出していたとされる。ベイサイドリーグは2023年のシーズン終了後に加盟1球団が脱退、リーグ運営者の交代が発表されたが、その後具体的な動きがなく、残った1球団も指導者・選手が全員退団して実態がなくなり、2024年はリーグとして事実上活動を休止している。
ライターの阿佐智は、機構が2022年から新規加盟リーグに対して約半額は供託金として将来還付する前提の「加盟費」（数百万円単位）を課していることをウェブコラムで紹介した。

## NPBとの関係
日本野球機構 (NPB)が主催するみやざきフェニックス・リーグに、2022年はベースボール・チャレンジ・リーグ、九州アジアリーグ、北海道フロンティアリーグから合同の選抜チーム「日本独立リーグ野球機構選抜」を組織して参加することが同年8月29日に発表された。2023年からは同年度より加盟の日本海リーグも選抜チームの対象となっている。なお、従来からリーグ選抜チームが参加している四国アイランドリーグplusは、以前と同じく単独の選抜チームで参加している。
2024年の時点ではNPBとIPBLとの連携のための会議体として「独立リーグ連絡協議会」（かつての任意団体とは別）が存在すると報じられている。

## 日本野球連盟との関係
2014年11月、社会人野球を統括する日本野球連盟は独立リーグについての取扱要領を改訂したが、その中で独立リーグを退団した選手のクラブチームへの競技者登録の制限期間（1年間）を、当機構所属リーグの選手に限って適用対象外とした。

## 日本学生野球協会との関係
2015年5月19日、日本学生野球協会は理事会でIPBLと覚書を締結して「学生野球資格を持たない者との交流に関する規則」を改正し、同年6月1日からIPBL所属リーグの選手が協会加盟校野球部に対して、交流戦（高等学校を除く）や母校施設での練習、講習会等をおこなうことが可能となった。
2015年8月には、プロ出身者に対する「学生野球資格回復講習会」に機構傘下球団出身者の参加が可能となり、リーグ出身者が指導者になる条件が緩和された。

## 役員
- 会長：馬郡健（四国アイランドリーグplus 代表）
- 副会長：上野馨太（ベースボール・チャレンジ・リーグ代表取締役社長）
- 副会長：徳丸哲史（九州アジアリーグ代表）
- 専務理事：飯島泰臣（信濃グランセローズ球団取締役会長）
- 常務理事：田室和紀（愛媛マンダリンパイレーツ球団専務取締役）
- 理事：和泉享（香川オリーブガイナーズ球団代表取締役会長）
- 理事：山﨑寿樹（埼玉武蔵ヒートベアーズ代表取締役CEO兼オーナー）
- 理事：荘司光哉（北海道フロンティアリーグ代表）
- 監事：荒井健司（徳島インディゴソックス球団オーナー）
- 監事：村山哲二（ベースボール・チャレンジ・リーグ取締役会長）
- 顧問：久保博（元読売巨人軍取締役会長）
- 事務局長：野副星児（四国アイランドリーグplus事務局長）